# Fremont (miasto w hrabstwie Sullivan)
Fremont – miasto w Stanach Zjednoczonych, w stanie Nowy Jork, w hrabstwie Sullivan.